# Yponomeuta zagulajevi
Yponomeuta zagulajevi is een vlinder uit de familie van de stippelmotten (Yponomeutidae). De wetenschappelijke naam van de soort werd in 1977 gepubliceerd door Gershenzon.